# Beli Kolodez (Novi Oskol)
|  | Per a altres significats, vegeu «Beli Kolodez». |

Beli Kolodez - Белый Колодезь (rus) - és un poble (un khútor) de l'óblast de Bélgorod, a Rússia. El 2010 tenia 84 habitants. Pertany al districte (raion) de Novi Oskol.